# Aloidendron dichotomum
Az Aloidendron dichotomum, korábban Aloe dichotoma az egyszikűek (Liliopsida) osztályának spárgavirágúak (Asparagales) rendjébe, ezen belül a fűfafélék (Asphodelaceae) családjába tartozó faj.

## Előfordulása
Az Aloidendron dichotomum előfordulási területe a Dél-afrikai Köztársaság északnyugati részén, főleg Észak-Fokföldön és Namíbia déli részén van. A Richtersveld botanikai és kultúrtáj egyik növénye.
A száraz vidékeken dísznövényként termesztik. Azonban tartása igen költséges és cseppet sem könnyű, mivel lassan nő, és az eredeti élőhelyén kívül nehezen marad meg.

## Alfajai
- Aloidendron dichotomum subsp. dichotoma - szin: Aloe dichotoma subsp. dichotoma Masson - törzsalfaj
- Aloidendron dichotomum subsp. pillansii - szin: Aloe dichotoma subsp. pillansii (L.Guthrie) Zonn. - egyesek szerint önálló alfaj, Aloe pillansii név alatt[2]
- Aloidendron dichotomum subsp. ramosissima - szin: Aloe dichotoma subsp. ramosissima (Pillans) Zonn. - egyesek szerint önálló alfaj, Aloidendron ramosissimum név alatt, azonban valószínűbb, hogy egy törpeváltozat[3]

## Megjelenése
Ez a növény akár 9 méteresre is megnőhet.

## Életmódja
A sivatagi környezetéhez tökéletesen alkalmazkodott. Mivel igen lassan növekszik és szaporodik, az emberi tevékenységek nagy veszélyt jelenthetnek az állományaira.

## Képek

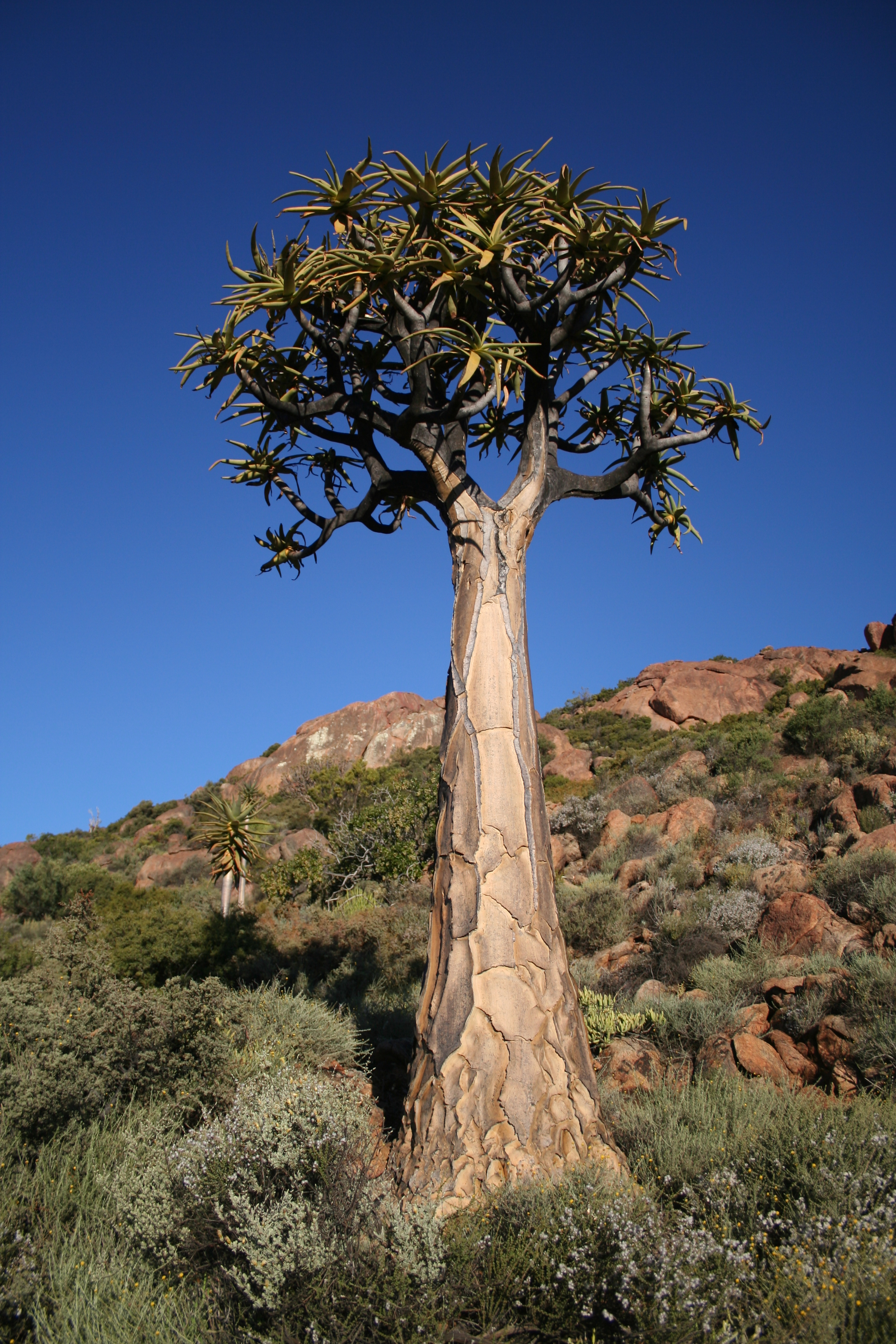
A növény
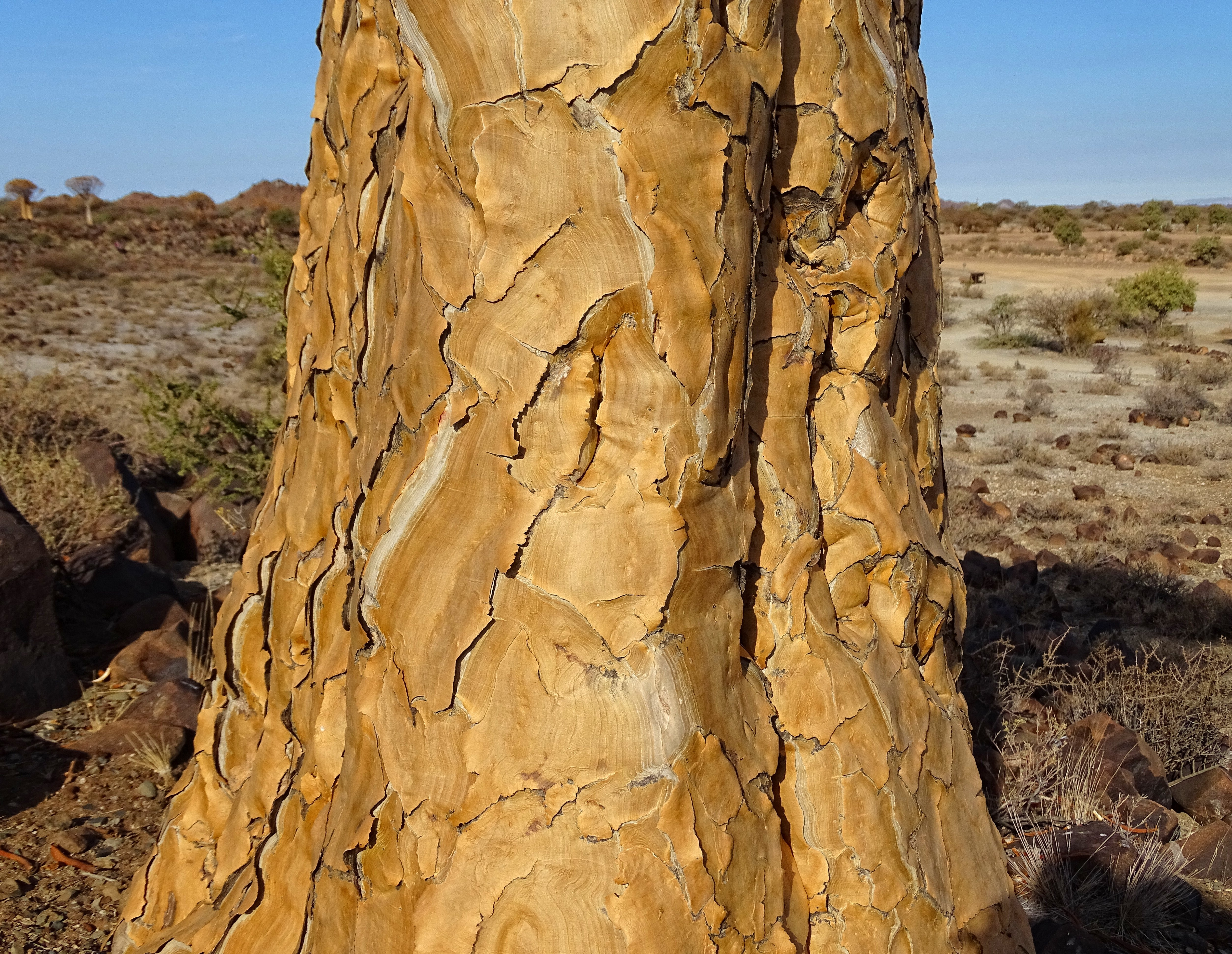
törzse és
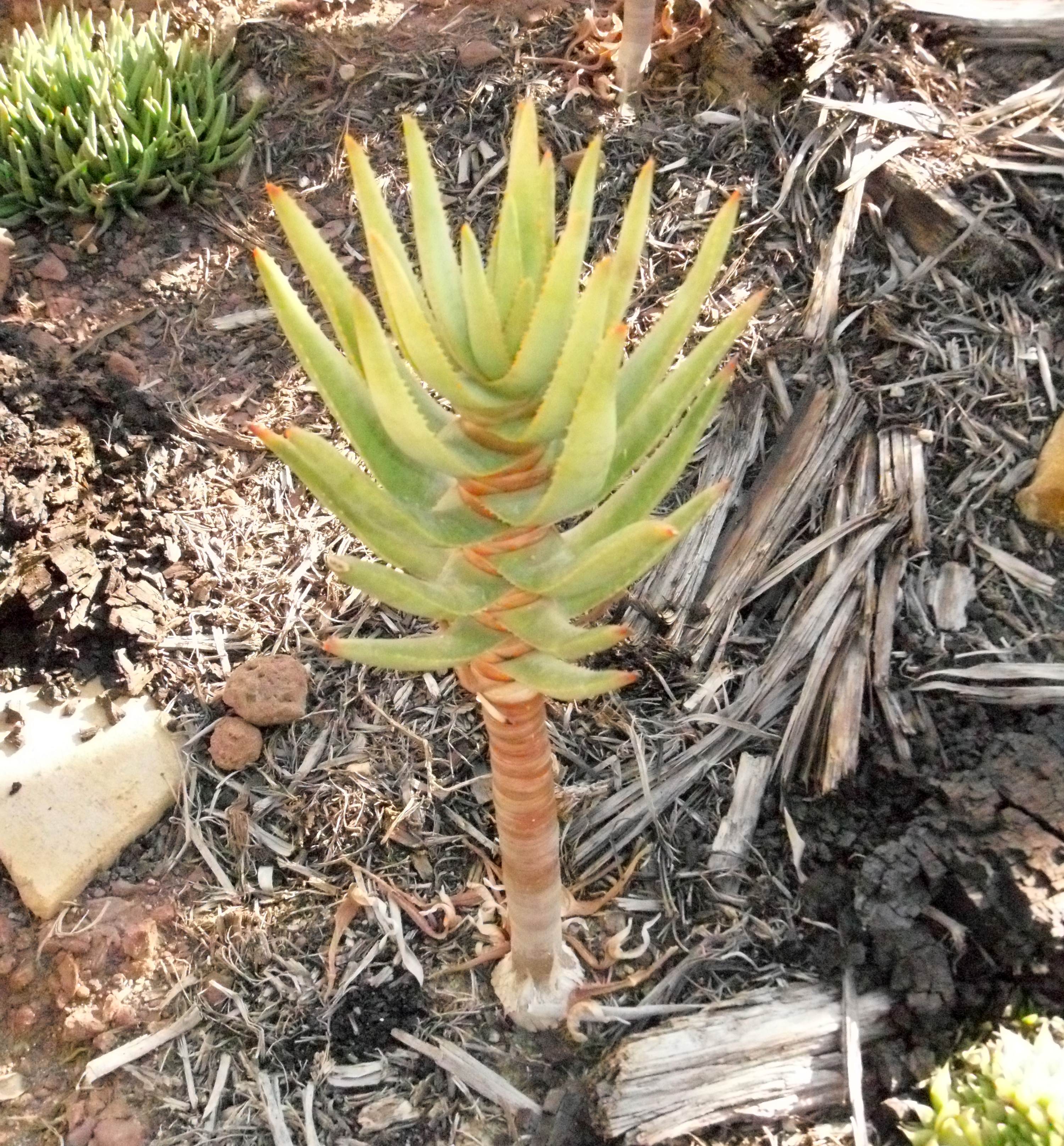
pozsgás levelei
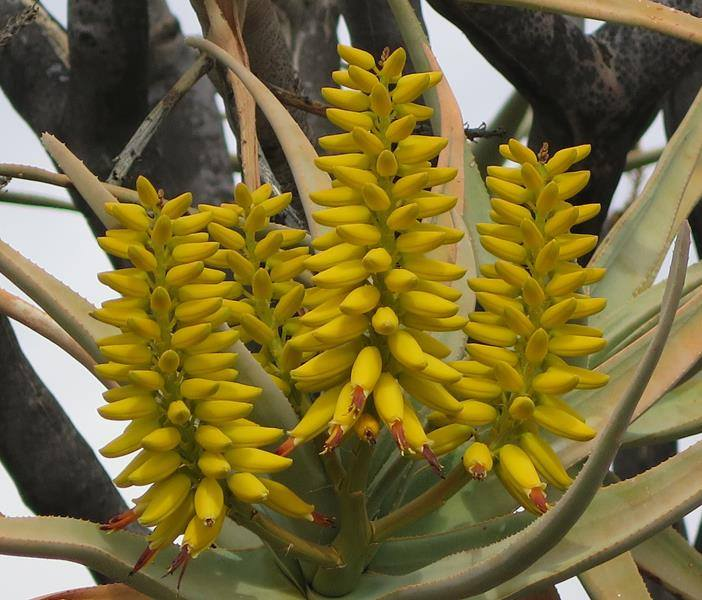
Virágzatai

## Fordítás
- Ez a szócikk részben vagy egészben  az   Aloidendron dichotomum című angol Wikipédia-szócikk ezen változatának fordításán alapul.  Az eredeti cikk szerkesztőit annak laptörténete sorolja fel. Ez a jelzés csupán a megfogalmazás eredetét és a szerzői jogokat jelzi, nem szolgál a cikkben szereplő információk forrásmegjelöléseként.
- Ez a szócikk részben vagy egészben  az   Aloe dichotoma című francia Wikipédia-szócikk ezen változatának fordításán alapul.  Az eredeti cikk szerkesztőit annak laptörténete sorolja fel. Ez a jelzés csupán a megfogalmazás eredetét és a szerzői jogokat jelzi, nem szolgál a cikkben szereplő információk forrásmegjelöléseként.